# ナックルこうじ
ナックルこうじ（なっくるこうじ、10月1日 - ）は、広島県出身の日本のものまねタレント。ジンセイプロ所属。
とんぼ剛という名前で長渕剛のものまねタレントとしても活動中であり、美空ひばり、ポルノグラフィティ、沢田研二、つんくといった様々なジャンルの人物のモノマネを展開する。また、2009年（平成21年）秋には爆笑そっくりものまね紅白歌合戦スペシャルにも出場している。